# Леушинці
Леу́шинці (рос. Леушинцы) — присілок у складі Білохолуницького району Кіровської області, Росія. Входить до складу Поломського сільського поселення.
Населення поселення становить 61 особа (2010, 75 у 2002).
Національний склад станом на 2002 рік — росіяни 99 %.